# Región Slave del Sur
La región Slave del Sur es una de las cinco regiones administrativas en los Territorios del Noroeste. La región se compone de siete comunidades con las respectivas sedes regionales ubicadas en Fort Smith y Hay River. Con la excepción de Enterprise y Hay River, los habitantes de estas comunidades pertenecen predominantemente a las Primeras Naciones.

## Comunidades
La Región Slave del Sur incluye las siguientes comunidades:
| Nombre de la comunidad en inglés | Nombre de la comunidad en la lengua local y traducción al castellano | Gobierno                                                          | Población 2006 | Cambio desde 2001 (expresado en %) | Localización                                  |
| Enterprise                       |                                                                      | Aldea                                                             | 97             | 44.8%                              | 60°33′24″N 116°08′34″O / 60.55667, -116.14278 |
| Fort Providence                  | Zhahti Koe (Lugar del edificio de la misión en idioma slavé)         | Aldea                                                             | 727            | -3.5%                              | 61°21′17″N 117°39′36″O / 61.35472, -117.66000 |
| Fort Resolution                  | Deninoo Kue (Isla del alce)                                          | Consejo de la Comunidad (Deninoo)                                 | 484            | -15.7%                             | 61°10′18″N 113°40′18″O / 61.17167, -113.67167 |
| Fort Smith                       | Thebacha (A lo largo de los rápidos)                                 | Pueblo                                                            | 2,364          | 8.2%                               | 60°00′19″N 111°53′26″O / 60.00528, -111.89056 |
| Hay River Reserve                | Xátå'odehchee (nombre del río Hay en el idioma slavé)                | Primera Nación K'atlodeechee                                      | 309            | 14.9%                              | 60°50′01″N 115°45′57″O / 60.83361, -115.76583 |
| Hay River                        | Xátå'odehchee (nombre del río Hay en el idioma slavé)                | Pueblo                                                            | 3,648          | 3.9%                               | 60°49′59″N 115°46′40″O / 60.83306, -115.77778 |
| Kakisa                           | K’agee (Entre los sauces)                                            | Primera Nación - Autoridad designada (Primera Nación Ka'a'gee Tu) | 52             | 30.0%                              | 60°56′24″N 117°24′51″O / 60.94000, -117.41417 |